# Charles Delzant
Charles Delzant, né Charles Letot à Fresnes-sur-Escaut (Nord) le 1er janvier 1874 et mort le 28 juin 1943 à Paris, est militant anarcho-syndicaliste, secrétaire de la Fédération nationale des verriers de 1920 à 1927, directeur du journal La Voix des verriers dont la rédaction se situe à la maison du peuple rue de la Pyramide à Aniche.

## Biographie

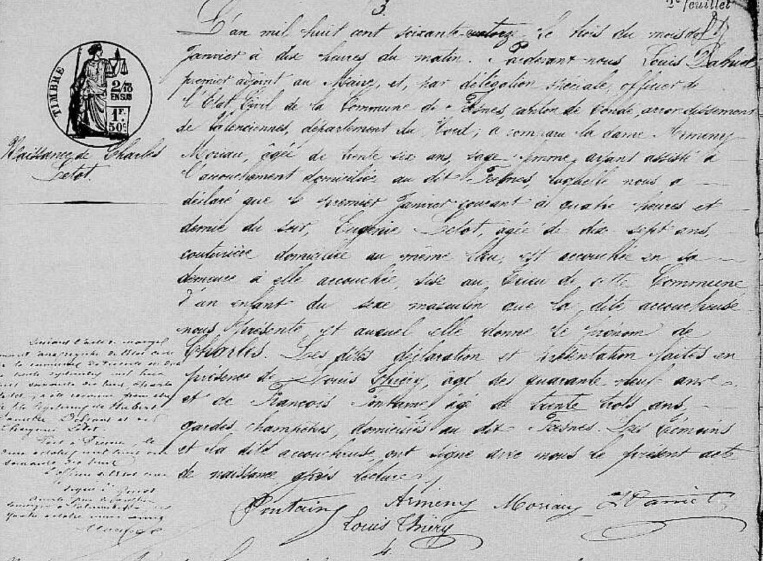
Charles Delzant Letot, acte de naissance no 3 du 3 janvier 1874 à Fresnes-sur-Escaut.

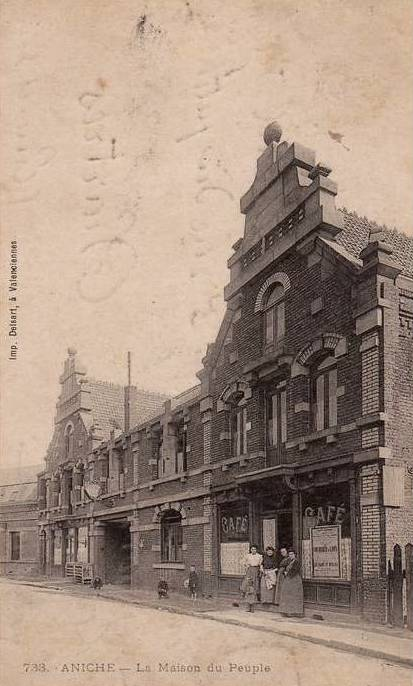
Aniche maison du peuple.

Charles Delzant né le 3 janvier 1874 à Fresnes-sur-Escaut, il porte d'abord le nom de sa mère Eugénie Letot qui a dix-sept ans lors de son accouchement. Sa naissance est déclarée par la sage-femme avec comme témoins les gardes-champêtres de la commune. Son père Hubert Camille Delzant le reconnaissant plus tard comme enfant légitime.
Il travaille tôt comme ouvrier verrier.
Une crise verrière se déclare en 1886 rendant les conditions de vie des verriers très difficile.Il fonde en 1896 L'union des verriers de Fresnes-sur-Escaut puis le groupe L'action directe à Fresnes-sur-Escaut en 1900.
Il  joue, en 1900, un rôle important dans la grève des verriers à vitres d’Aniche et d’Escautpont. Il devint en 1904 secrétaire général de l’Union syndicale des ouvriers verriers à bouteilles de Fresnes et d’Escautpont et rédacteur de La Voix des verriers. Du 10 mai 1899 à sa démission en 1902, Pierre Monatte est pion dans divers collèges du Nord Dunkerque, Abbeville, Le Quesnoy, Arras et Condé-sur-Escaut où il rencontrera Charles Delzant. Ils animeront ensemble des cercles de pensées.
Il était également, depuis sa fondation en 1902, secrétaire général de la fédération nationale des Verriers dont le siège sera à Aniche à la maison du peuple. Vers 1905, Delzant était un des leaders de l’anarcho-syndicalisme dans le département du Nord.
Au XIe congrès national corporatif, le 5e de la CGT tenu à la Bourse du Travail de Paris en septembre 1900, il représentait le syndicat des verriers à vitres de Fresnes-sur-Escaut.
Il assista également au XIVe congrès, Bourges, septembre 1904, au XVe congrès, Amiens, octobre 1906. Charles Delzant représente les syndicats verriers de Charleville, Masnières, Fresnes-Escautpont, du verre-noir de Bordeaux et de Dorignies.
Signataire de la Charte d'Amiens adoptée en octobre 1906 par le 9e congrès de la CGT et la Charte d'Amiens rédigée par Émile Pouget et présentée par Victor Griffuelhes reste une référence théorique du syndicalisme en France, en particulier du syndicalisme révolutionnaire et du syndicalisme de lutte,
Benoît Broutchoux en juillet 1908 dénonçait la volonté des francs-maçons d'accaparer le mouvement syndical en s'emparant de la Confédération générale du travail, Charles Delzant écrivait en 1908 « La Franc-Maçonnerie influence de façon néfaste tous les mouvements syndicalistes du Nord, où elle pèse sur le Parti socialiste et sur les syndicats. Delesalle en est un membre très influent et Desmons est vénérable, c'est dire que le Réveil est aux frères. Dans tout le Nord de la France et le Pas-de-Calais, les correspondants du Réveil, quelque peu influents, ont été franc-maçonnisés. Émile Basly et tous ses valets en sont. Émile Basly appartenait à la Loge Union et travail de Lens. »,
Après la grève de Draveil-Villeneuve-Saint-Georges juillet en 1908 où plusieurs grévistes sont tués pendant les manifestations, le « premier flic de France » fait arrêter 31 dirigeants de la CGT après la manifestation du 30, dont notamment le secrétaire général Victor Griffuelhes, le rédacteur en chef de La Voix du Peuple Émile Pouget, le secrétaire de la Fédération des Bourses du travail Georges Yvetot, le secrétaire de la fédération des Cuirs et Peaux Henri Dret qui est amputé d'un bras. Pierre Monatte, ami de Delzant, responsable de l'imprimerie, s'exile quant à lui en Suisse. Charles Delzant  parvient à  se présenter au XVIe congrès, Marseille, octobre 1908,  ce congrès comme Alphonse Merrheim qui participera à la conférence de Zimmerwald avec Lénine et Trotsky.
Il est également présent au XVIIe congrès de Toulouse en octobre 1910.
Avant la Première Guerre mondiale, Delzant encourut plusieurs condamnations pour son action syndicale et notamment, par défaut, le 24 janvier 1912, par le tribunal correctionnel de Valenciennes, un an de prison et 100 f d’amende pour « apologie du pillage et du vol ». Il collaborait à l’hebdomadaire syndicaliste révolutionnaire du Pas-de-Calais L’Avant-Garde (Lens, 5 octobre 1913- au 2 août 1914) ainsi qu’aux Temps nouveaux de Jean Grave.
Il est également un des hommes noyau de la Vie ouvrière le journal de la CGT
Trotski, à sa demande et par l’intermédiaire de Julius Martov approche Pierre Monatte qu'il rencontre régulièrement quai Dampierre à Paris. Il veut créer une union avec le monde des syndicats, Pierre Monatte pour les mineurs, Delzant pour les verriers
Inscrit au Carnet B, Delzant fut mobilisé en 1914 dans un régiment d'artillerie. Rallié à la politique d’union sacrée il poursuivait après guerre sa carrière syndicale puis adhéra à la SFIO.
En avril 1921 il est secrétaire de la Fédération internationale des verriers réélu en 1927 et 1932.
Membre de la 19e section de la SFIO de la Seine et membre de la commission administrative de la CGT.
Charles Delzant est décédé à Paris, 4 rue de la Chine, le 28 juin 1943.

## La Voix des verriers

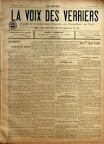
La Voix des verriers n°19 du 15 juillet 1905.

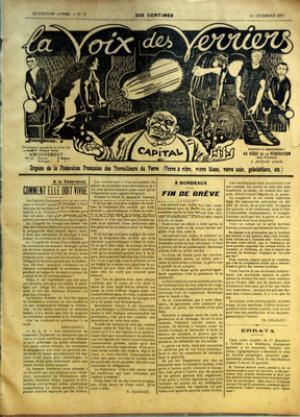
La Voix des verriers du 15 décembre 1907.

La Voix des verriers est un journal mensuel dont la première parution date de mars 1903.
La Voix des verriers dénonce la mortalité des enfants de 30 % à 25 ans. Les porteuses de canons portent trois canons de verre un sous chaque bras et un sur l'épaule. Après plusieurs accidents mortels, l'inspecteur du travail interdit le port de 3 canons. La mise à pied de 30 verriers pour avoir quitté le four à cause des fortes chaleurs, etc.
Grégoire Nicolas, le 12 mai 1904, tombe égorgé à 13 ans par un canon de verre qui se brise. La même année c'est Bourriez dans une autre verrerie. Les canons de verre sont aussi dénommés La guillotine. Le 15 juin 1905, La Voix de verriers relate des enfants travaillant de nuit, s'endormant debout contre les murs et victimes de sévices de leurs ainés.
Charles Delzant dénonce aussi des enfants, apprentis verriers, mis en cellules pour des espièglerie ou peccadilles. Enfants regroupés dans des Bâtarderies encadrés par des padroni .« Les cellules sont faites de telle sorte que le prisonnier doit se tenir debout sans faculté de s'asseoir, fermées par des grilles qui l'hiver laissent passer le froid. Les enfants punis restent toute la nuit en cellule, nourris de pain et d'eau. Ils doivent le lendemain fournir leur quantité de travail ».
L'anarchiste Benoît Broutchoux, opposant à Émile Basly, qu'il considérait comme un traître passé du côté des patrons, organise le 10 septembre 1910 à la Maison du peuple d'Aniche une conférence sur la vie chère.
L'abbé Lemire, député d'Hazebrouck, reprend les témoignages de Delzant et publie son rapport intitulé Le travail de nuit des enfants, dans les usines à feu continu et évoquant le travail en verrerie notamment à Arques où des enfants placés par l'abbé Santol sont pires que des prisonniers.
En 1911 Raoul Hancart démissionne du syndicat et de la fédération. La Voix des verriers s’arrête. Il est remplacé par Roger Schneider; comme président  et Joseph Humez comme secrétaire-trésorier. Roger Schneider milite aussi pour l'amour libre, c'est un libertaire connu.
Charles Delzant décrit la condition verrière le 15 juin 1912 dans la Voix de verriers « c'est ce qui nous fait dire qu'au lieu d'enfants ignorants, "comme on les prend chez les parents qui ne peuvent les envoyer à l'école, comme on les va chercher en Bretagne, dans les Savoies, en Italie et en Espagne, il faut à l'industrie du verre des jeunes gens ayant un maximum d'instruction primaire et leur faire une éducation particulière sur les dangers du métier, et les nécessités de s'en défendre. Quant aux habitations dans lesquelles certains patrons obligent leurs ouvriers à se loger, les niches de leurs chiens de chasse sont certainement plus luxueuses et plus propres. Les conseils d'hygiène, s'ils existent et veulent fonctionner feront bien d'y aller commander les désinfecteurs et les blanchisseurs, à moins, ce qui serait mieux pour, la santé publique, qu'ils y fassent mettre la torche. » et « C'est généralement assis à terre, sur la composition ou sur une brique, au milieu des poussières microbiennes soulevées par le balayeur, que les hommes et les enfants prennent leurs repas.  Les cabinets d'aisance, les urinoirs, l'eau potable pour boire, cela ne fait pas partie essentielle des verreries ; pas plus que les vestiaires ou les garde-manger. »
La Voix des verriers dans le no 194 du 15 mars 1913 dénonce le travail des fillettes près des fours « J'ai vu des fillettes de 11 à 18 ans travailler aux fours et si ce travail est pénible pour les garçons il est meurtrier pour les filles »

## Œuvres
- Le Travail de l’enfance dans les verreries, Publication des Temps nouveaux de Jean Grave no 57, 1912, 20 p., texte intégral sur gallica.bnf, (BNF 36049912).
- Les Verriers, collection de la Revue Médico-Sociale, 1920[18].

### La Voix des verriers
- Le traitement des enfants en verrerie, 1er octobre 1907, extraits en ligne.

#### Notices
- Dictionnaire biographique du mouvement ouvrier français, tome 12, 1974, pages 17–18.
- Dictionnaire biographique, mouvement ouvrier, mouvement social : notice biographique.
- Dictionnaire des anarchistes, « Le Maitron » : notice biographique.
- Catalogue général des éditions et collections anarchistes francophones : Le Travail de l’enfance dans les verreries.
- Centre international de recherches sur l'anarchisme (Lausanne) : notice bibliographique.
- (ca) Estel Negre : notice biographique et iconographie.